# Spock’s Beard
Spock’s Beard — американская группа, играющая в стиле прогрессивного рока 70-х годов. Продолжатели традиций таких групп как Yes, Genesis, King Crimson, Gentle Giant.

## История
Название группы переводится как «Борода Спока». Оно придумано Нилом Морсом и его братом Аланом (англ. en:Alan Morse) (гитара, вокал). Название группы было придумано после одной вечеринки, когда Алан Морс сказал своему брату, Нилу «Это похоже на то, как будто мы были в другой вселенной, прямо как в том эпизоде сериала Star Trek, в котором у Спока была борода. А что, кажется, неплохое название для группы?» Когда пришло время выбирать реальное название группы, то из более чем ста вариантов, они выбрали именно это.
Нил Морс покинул группу в 2002 году после записи диска Snow и занялся сольной карьерой. Основным вокалистом и автором стал барабанщик группы Ник Д'Виржилио. В изменённом составе Spock's Beard записали четыре альбома. Во время концертных выступлений барабанные партии вместо Д'Вирджилио, занимавшего место у микрофона, исполнял Джимми Киган.
21 ноября 2011 года состав группы покинул и Д’Виржилио в связи с его работой с  цирком Cirque du Soleil. Новым вокалистом стал Тед Леонард из американской прог-рок-группы Enchant, а основным и единственным ударником стал Джимми Киган. Вместе с тем группа начала запись нового альбома Spock’s Beard.
В октябре 2016 года Джимми Киган объявил, что покидает группу по личным причинам. В грядущем концертном туре заменил первоначальный барабанщик Д'Вирджилио, который вместо ушедшего Кигана принял участие и в записи 13-го студийного альбома группы Noise Floor в 2017 году. Двойной альбом вышел в мае 2018 года. 13 июня группа объявила о туре в поддержку альбома. В качестве концертного барабанщика к группе присоединился Майк Торн, ударник канадской группы Saga.

## Дискография
- 1995 — The Light
- 1996 — Beware of Darkness
- 1997 — The Kindness of Strangers
- 1999 — Day for Night
- 2000 — V
- 2002 — Snow (двойной)
- 2003 — Feel Euphoria
- 2005 — Octane
- 2006 — Spock’s Beard
- 2010 — X
- 2013 — Brief Nocturnes and Dreamless Sleep
- 2015 — The Oblivion Particle
- 2018 — Noise Floor

## Состав
- Алан Морс (Alan Morse) — гитара, вокал (c 1992 по настоящее время)
- Дейв Мерос (Dave Meros) — бас-гитара, вокал, клавишные (с 1993 по настоящее время)
- Рио Окумото (Ryo Okumoto) — клавишные, вокал (с 1995 по настоящее время)
- Тед Леонард (Ted Leonard) — вокал, гитара (с 2011 по настоящее время)

## Концертные участники
- Ник Д’Вирджилио (Nick D’Virgilio) — вокал, ударные, гитара, клавишные (1992—2011, в концертном составе с 2017, студийное сотрудничество с 2017)
- Майк Торн - ударные, бэк-вокал (с 2018 по настоящее время)

### Бывшие участники
- Джон Баллард (John Ballard) — бас-гитара (1992—1993)
- Нил Морс (Neal Morse) — вокал, клавишные, акустическая гитара (1992—2002), соавтор (с 2010 по настоящее время)
- Джимми Киган (Jimmy Keegan) — ударные, вокал (2011—2016, в концертном составе в 2002—2016)

### Сотрудничество
- Стэн Осмас (Stan Ausmus) — соавтор (с 2003 по настоящее время)
- Джон Богехолд (John Boegehold) — соавтор (с 2003 по настоящее время)